# Ochthephilus planus
Ochthephilus planus är en skalbaggsart som först beskrevs av Leconte 1861.  Ochthephilus planus ingår i släktet Ochthephilus och familjen kortvingar. Inga underarter finns listade i Catalogue of Life.